# Élections régionales de 1951 en Sicile
Les élections régionales en Sicile pour le renouvellement de l'Assemblée régionale sicilienne (IIe législature) ont eu lieu le 3 juin 1951. Le taux de participation était de 81,7 %.
Déjà à la tête de la Région, la Démocratie chrétienne devient le premier parti de Sicile, devançant de peu la coalition entre socialistes et communistes. Le démocrate chrétien Franco Restivo, président de la région depuis 1949, est confirmé dans la fonction. 
Pourtant c'est en Sicile que la coalition gouvernementale à la tête de l'Italie réalise son plus mauvais score, passant de 63,6 % aux législatives de 1948 à 37,2 %. Les monarchistes et le MSI dépassent les 22 % par l'apport probable des voix d'agrariens mécontents de la réforme agraire de 1949. 
Après un accord entre la Démocratie chrétienne et les néofascistes de la MSI, la présidence de l'Assemblée va au DC Giulio Bonfiglio et à la vice-présidente le MSI Marinese.
Le gouvernement de Franco Restivo se maintient durant tout le mandat grâce au soutien d'une partie de la droite, tantôt les néofascistes, tantôt les monarchistes.

## Résultats
| Partis | Partis                                                                        | Votes     | %      | Sièges |
| ------ | ----------------------------------------------------------------------------- | --------- | ------ | ------ |
|        | Démocratie chrétienne (DC)                                                    | 666 268   | 31,2 % | 31     |
|        | Blocus du peuple                                                              | 644 784   | 30,2 % | 31     |
|        | Mouvement social italien (MSI)                                                | 273 772   | 12,8 % | 12     |
|        | Parti national monarchiste (PNM)                                              | 177 533   | 8,3 %  | 6      |
|        | Union démocratique sicilienne                                                 | 54 730    | 2,6 %  | 2      |
|        | Union indépendantiste indépendante libérale sicilienne                        | 48 877    | 2,3 %  | 1      |
|        | Parti socialiste des travailleurs italiens (PSLI)                             | 43 833    | 2,1 %  | 2      |
|        | Parti républicain italien (PRI)                                               | 35 546    | 1,7 %  | -      |
|        | Union démocratique                                                            | 27 861    | 1,3 %  | 1      |
|        | Unité socialiste                                                              | 19 442    | 0,9 %  | 1      |
|        | Groupe Sicile italienne                                                       | 18 427    | 0,9 %  | 1      |
|        | Bloc monarchiste libéral                                                      | 18 222    | 0,9 %  | 1      |
|        | Concentration autonome et indépendantiste                                     | 17 943    | 0,8 %  | 1      |
|        | Parti socialiste - Section italienne de l'Internationale socialiste (PS-SIIS) | 16 063    | 0,8 %  | -      |
|        | Mouvement pour l'indépendance de la Sicile (MIS)                              | 772       | 0 %    | -      |
|        | Autres listes                                                                 | 71 362    | 3,2%   | -      |
| Total  | Total                                                                         | 2 135 435 | 100 %  | 90     |
|        |                                                                               |           |        |        |

## Composition
- Bloc du peuple (30) : Ignazio Adamo (Trapani), Santi Amato (Syracuse), Carmelo Antoci (Raguse), Camillo Ausiello (Palerme), Agatino Bonfiglio (Catane), Pompeo Colajanni (Enna et Palerme), Salvatore Cefalu (Palerme), Nicolo Cipolla (Palerme), Salvatore Colosi (Catane), Liugi Cortese (Caltanissetta), Domenico Cuffaro (Agrigente), Faust D'Agata (Syracuse), Pietro Di Cara (Messine), Francesco Fasone (Palerme), Gaetano Franchina (Messine), Filippo Guzzardi (Catane), Emanuele Macaluso (Caltanisseta), Gina Mare (Palerme), Guglielmo Nicastro (Raguse), Giuseppe Montalbano (Trapani), Mario Ovazza (Palerme), Francesco Pizzo (Trapani), Vincenzo Purpura (Catane et Palerme), Antonio Ramirez (Agrigente), Francesco Renda (Agrigente), Calogero Russo (Agrigente), Michele Russo (Enna), Andrea Sacca (Messine), Francesco Taormina (Palerme), Antonino Varvaro (Catane), Pietro Zizzo (Trapani) ;
- Groupe libéral (6) : Bartolomeo Cannizzo (Syracuse), Vincenzo Faranda (Messine), Sebastiano Franco (Syracuse), Giacchino Germana (Palerme), Giuseppe Guttadauro (Palermo), Angelo Mazzullo (Messina) ;
- Groupe national monarchiste (10) : Domenico Adamo (Trapani), Oscar Ando (Messine), Francesco Beneventano Della Corte (Catane), Annibale Bianco (Messine), Pietro Castiglia (Palerme), Paolo Cuttitta (Palerme), Benedetto Majorana della Nicchiara (Catane), Sergio Marullo (Messine), Francesco Morso (Raguse), Ernesto Pivetti (Palerme) ;
- Mouvement social italien (11) : Antonio Buttafuoco (Enna), Mario Crescimanno (Palerme), Vincenzo Gentile (Messine), Cataldo Grammatico (Trapani), Vincenzo Marinese (Palermo), Eduardo Marino (Agrigente), Ettore Mangano (Agrigente), Antonino Modica (Syracuse), Antonino Occhipinti (Caltanissetta), Giuseppe Seminara (Palerme), Antonino Santagati (Catane), Orazio Santagati (Catane) ;
- Groupe socialiste des travailleurs italiens (3) : Michelangelo Cosentino (Catane), Bino Napoli (Palerme), Santi Recupero (Messine) ;
- Groupe démocrate chrétien (30) : Giuseppe Alessi (Caltanisseta et Raguse), Gaetano Battaglia (Raguse), Giulio Bonfiglio (Agrigente), Benebetto Bruscia (Trapani), Giuseppe Celi (Messina), Salvatore Cimino (Palerme), Francesco Costarelli (Catane), Giuseppe D'Angelo (Enna), Paolo De Grazia (Catane), Giuseppe Di Blasi (Trapani), Gaetano Di Leo (Agrigente), Salvatore Di Martino (Syracuse), Natale Di Napoli (Messine), Mario Fasino (Palerme), Vincenzo Foti (Agrigente), Antonio Germana (Messine), Giuseppe La Loggia (Agrigente), Rosario Lanza (Caltanisseta), Barbaro Lo Giudice (Catane), Gaetano Lo Magro (Syracuse), Claudio Majorana (Catane), Silvio Milazzo (Catane), Rosolino Petrotta (Palerme), Franco Restivo (Palerme), Fedele Romano (Raguse), Giuseppe Romano (Messine), Giuseppe Russo (Catane), Antonino Salamone (Palerme), Giuseppe Sammarco (Enna), Paola Tocco Verducci (Palerme).